# Ункор (река)
У́нкор — река в Богородском районе Нижегородской области России. Устье реки находится в 75 км по правому берегу реки Кудьмы. Длина реки составляет 37 км, площадь водосборного бассейна — 254 км².
Исток реки у села Оранки в 25 км к юго-востоку от Богородска. Река течёт на северо-восток, на берегах многочисленные деревни и сёла, крупнейшие из которых — Спирино, Каменки и Пруды. В нижнем течении зарегулирована. Впадает в Кудьму у деревни Комарово.

## Этимология
А. К. Матвеев выводит происхождение названия реки из субстратного финно-угорского языка, близкого к марийскому (ср. луговомар. уна «гость», луговомар. онакÿ «жертвенный камень», луговомар. онапу «жертвенная река»).

## Данные водного реестра
По данным государственного водного реестра России относится к Верхневолжскому бассейновому округу, водохозяйственный участок реки — Волга от устья реки Ока до Чебоксарского гидроузла (Чебоксарское водохранилище), без рек Сура и Ветлуга, речной подбассейн реки — Волга от впадения Оки до Куйбышевского водохранилища (без бассейна Суры). Речной бассейн реки — (Верхняя) Волга до Куйбышевского водохранилища (без бассейна Оки).
Код объекта в государственном водном реестре — 08010400312110000034288.